# Star Screen Award/Bestes Publicity Design
Der Star Screen Award Best Publicity Design ist eine Kategorie des indischen Filmpreises Star Screen Award.
Der Star Screen Award Best Publicity Design wird von einer angesehenen Jury der Bollywoodfilmindustrie gewählt. Die Gewinner werden jedes Jahr im Januar bekanntgegeben.
Rahul Nanda und Himanshu Nanda sind die dominanten Gewinner.
Liste der Gewinner:
| Jahr | Film                                     | Gewinner                            |
| ---- | ---------------------------------------- | ----------------------------------- |
| 1995 | kein Preis                               | kein Preis                          |
| 1996 | kein Preis                               | kein Preis                          |
| 1997 | kein Preis                               | kein Preis                          |
| 1998 | kein Preis                               | kein Preis                          |
| 1999 | Hazaar Chaurasi Ka Maa                   | Atmanand & Vivek                    |
| 2000 | kein Preis                               | kein Preis                          |
| 2001 | Mission Kashmir, Dhadkan, Junglee, Pukar | Rahul Nanda                         |
| 2002 | Aks                                      | Simrit Brar (Glamour Design Studio) |
| 2003 |                                          | Studio Link                         |
| 2004 | L.O.C.: Kargil                           | Rahul Nanda & Himanshu Nanda        |
| 2005 | Main Hoon Na                             | Rahul Nanda & Himanshu Nanda        |
| 2006 | Black                                    | Rahul Nanda & Himanshu Nanda        |
| 2007 | kein Preis                               | kein Preis                          |
| 2008 | kein Preis                               | kein Preis                          |